# Municipio de East China
El municipio de East China (en inglés: East China Township) es un municipio ubicado en el condado de St. Clair en el estado estadounidense de Míchigan. En el año 2010 tenía una población de 3788 habitantes y una densidad poblacional de 186,5 personas por km².

## Geografía
El municipio de East China se encuentra ubicado en las coordenadas 42°45′50″N 82°29′17″O / 42.76389, -82.48806. Según la Oficina del Censo de los Estados Unidos, el municipio tiene una superficie total de 20.31 km², de la cual 17,05 km² corresponden a tierra firme y (16,05 %) 3,26 km² es agua.

## Demografía
Según el censo de 2010, había 3788 personas residiendo en el municipio de East China. La densidad de población era de 186,5 hab./km². De los 3788 habitantes, el municipio de East China estaba compuesto por el 98,07 % blancos, el 0,29 % eran afroamericanos, el 0,37 % eran amerindios, el 0,34 % eran asiáticos, el 0,16 % eran de otras razas y el 0,77 % eran de una mezcla de razas. Del total de la población el 1,14 % eran hispanos o latinos de cualquier raza.